# Mustla
Mustla est un petit bourg (alevik) de la région de Viljandi en Estonie. C'est le chef-lieu administratif de la commune de Tarvastu. Mustla avait les privilèges de ville entre 1938 et 1979.

## Démographie
Sa population était de 1 004 habitants en l'an 2000.
Au 31 décembre 2011, il compte 818 habitants.

## Enseignement
- Lycée de Mustla

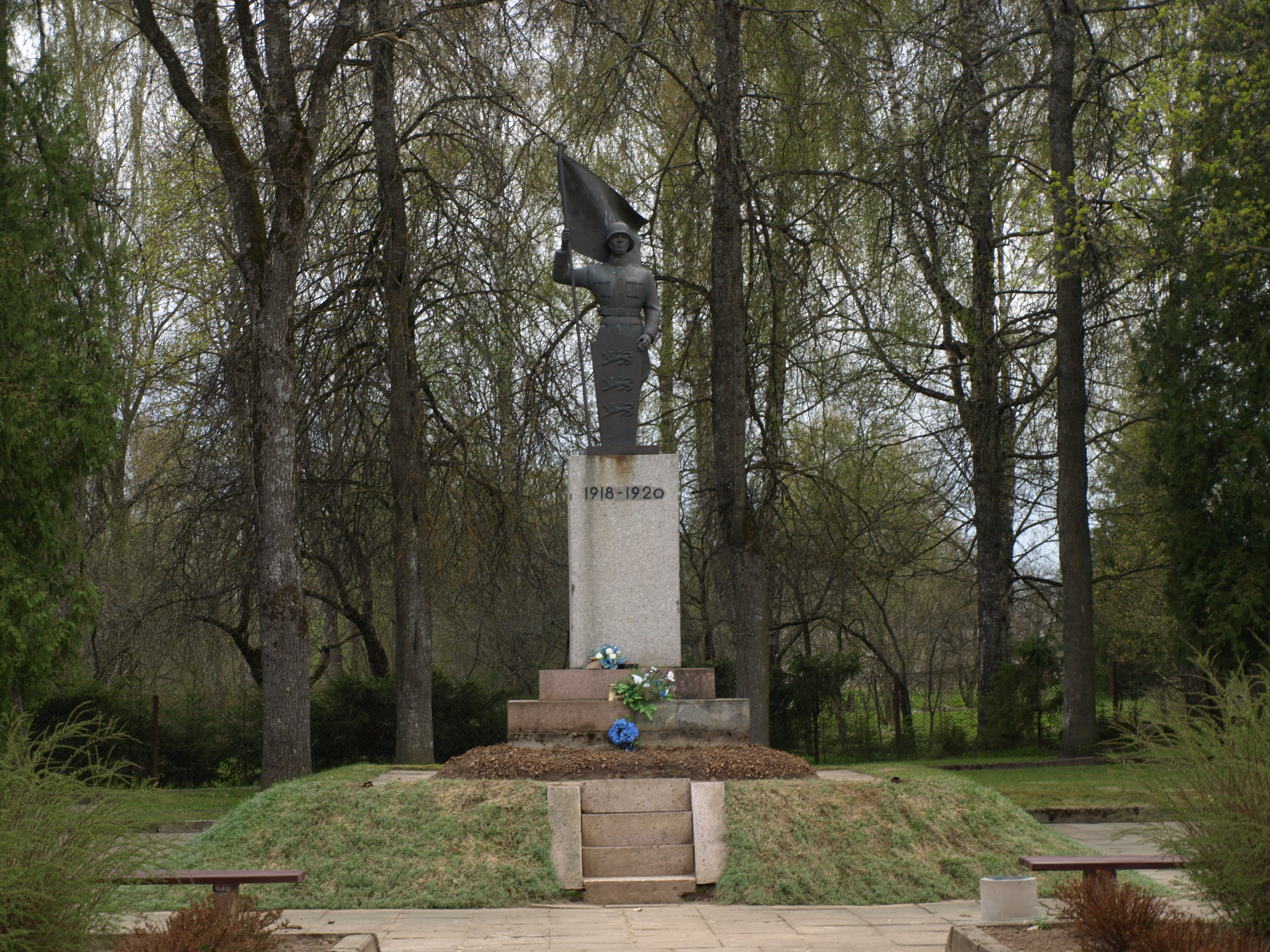
Monument à la Guerre d'indépendance de l'Estonie.